# Krewerd
Krewerd (Gronings: Kraiwerd; "Kraaienwierde") is een klein wierdedorp in het noorden van de Nederlandse provincie Groningen. Het behoort sinds 2021 tot de gemeente Eemsdelta. Daarvoor behoorde het  vanaf  1990 tot de gemeente Delfzijl, daarvoor tot de toenmalige gemeente Bierum. Krewerd en omgeving tellen ongeveer 80 inwoners verdeeld over 45 huizen.

## Geografie
Krewerd ligt aan de oostelijke rand van het Hogeland in de oude landstreek Fivelingo, aan de weg naar Holwierde. Tot het postcodegebied van Krewerd behoren ook de gehuchten Arwerd, De Klip en Nijenklooster en de wierde 't Noorn. Via Arwerd is de plaats verbonden met Oosterwijtwerd en Leermens en via Nijenklooster met Jukwerd en Appingedam. Het dorp heeft een haventje dat via het Krewerdermaar verbonden is met het Leege Maar (Lijmaar) en de Groote Heekt en daarmee met het Damsterdiep. Het Leege Maar vormt de oude afscheiding tussen het gebied van Krewerd en de gebieden van Bierum en Holwierde.
Het grootste deel van Krewerd bestaat uit bebouwing van voor 1900. De historische kern wordt gevormd door de 13e-eeuwse kerk, de 18e-eeuwse kosterij en een 19e-eeuwse woning aan de Pastorieweg en een drietal boerderijen. Na 1850 kwam achter de kerk enige bebouwing tot stand. In de 20e eeuw werd het dorp op bescheiden wijze uitgebreid langs beide zijden van de Holwierderweg met onder andere een aantal huizen, een nieuwe school (1926) en een dorpshuis (1961). Ten westen van de kerk werd in de 19e eeuw een omgrachte begraafplaats aangelegd met smeedijzeren toegangshek en karakteristiek baarhuisje.

## Geschiedenis
Krewerd ontstond op een hoger gelegen kwelderrug in de Fivelboezem, die door de bewoners verhoogd werd tot een wierde, die later weer gedeeltelijk werd afgegraven. De ovaalvormige wierde heeft een radiale structuur, meet 235 bij maximaal 165 meter en steekt op haar hoogste punt ten westen van de kerk ongeveer 1,6 meter boven de omgeving uit. De sloot aan zuidoostzijde is mogelijk een restant van de ringsloot. De wierde ontstond mogelijk rond 500 v. Chr. (Late IJzertijd), maar mogelijk ook pas in de Romeinse tijd. Later werd de wierde zoals zoveel andere weer verlaten. Het dorp zelf werd gesticht in de vroege middeleeuwen, meer bepaald tussen ongeveer 800 en 1100 na Chr. Een en ander blijkt uit opgravingen waarbij naast inheems Romeinse ook vroeg- en laatmiddeleeuwse scherven zijn gevonden. De Mariakerk op het hoogste punt van de wierde werd volgens de Kroniek van Bloemhof gesticht rond 1280 door 'borgvrouwe' Tyadeke, die daarmee de parochie Krewerd (met Arwerd) met hulp van het Klooster Bloemhof afsplitste van Holwierde. De oudste vermeldingen van het dorp zijn (afgezien van die in de kroniek van Bloemhof) Creawerth (1396) en Crewart (1464).
Bij het dorp hebben twee edele heerden gestaan; de Steenhuisterheerd (ook 'Feenhuester heerd', 'Steenhuusterheerd', 'Veenhuusterheerd'), die ten noorden van de kerk zou hebben gestaan en de Bonnemaheerd (Bunnema), die ten zuiden van de kerk zou hebben gestaan. Beiden worden genoemd in een oorkonde uit 1464 (klauwbrief). Bij een van beide heerden stond vroeger waarschijnlijk het steenhuisdat genoemd wordt in een oorkonde uit 1511, waarin Syert Mepsche aanspraak maakte op de 'slijting' (waarneming van het ambt) van het redgerrecht dat op deze heerd viel. Mogelijk kwam dit steenhuis voort uit de bezittingen van kerkstichtster Tyadeke. Beide heerden zullen een belangrijke rol hebben gespeeld in het dorp. Begin 15e eeuw was ongeveer de helft van het grondgebied van het kerspel Krewerd in handen van hoofdelingen, waarbij drie schoonzonen van Focko Ukena uit Oosterwijtwerd een belangrijke rol speelden. De rest van het grondgebied was in handen van kerk en kloosters: Het pastorieland van de kerk lag onder andere in een strook ten zuiden van het dorp aan de weg naar Holwierde en het kosterijland en kerkeland was gelegen tussen Krewerd en Arwerd. De kloosters Feldwerd (Oldenklooster; noorden) en Rozenkamp (Nijenklooster; zuiden) bezaten de rest van de grond. Het collatierecht was in de 15e eeuw in handen van de familie Ripperda van het Huis te Oosterwijtwerd, die hierdoor een belangrijke rol speelde in het dorp. Uiteindelijk wist deze familie ook beide heerden te verwerven en zo haar macht nog verder uit te breiden. Noomen acht het goed mogelijk dat het collatierecht van de Ripperda's door vererving van verschillende zijden teruggaat op de eerder genoemde Tyadeke. Waarschijnlijk door de nauwe banden van Krewerd met het meer westelijk gelegen Oosterwijtwerd viel Krewerd niet onder dezelfde rechtstoel als moederparochie Holwierde, maar onder het Oosterwijtwerderrecht van Oosterwijtwerd, waartoe ook Godlinze, Jukwerd, Katmis, Nes, Ranswerd en Siboldeweer behoorden. Bij de latere indeling van Fivelingo van 1659 viel Krewerd onder het Ooster(a)deel. Met de instelling van de gemeenten in 1811 kwam Krewerd onder Bierum te vallen.

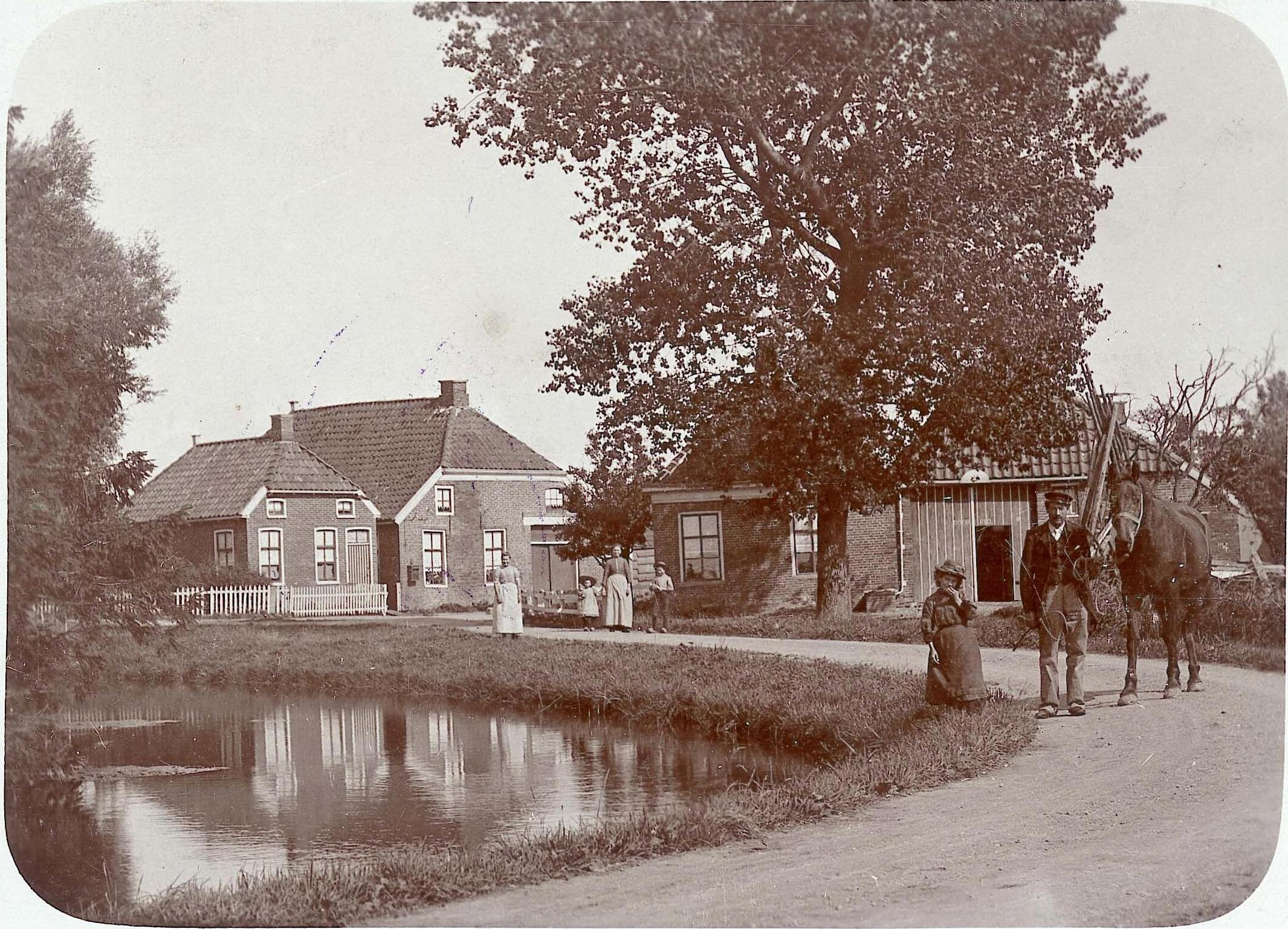
Straatgezicht in Krewerd begin 20e eeuw: Rechts caféhouder Maathuis met dochter voor het café. In het rechterhuis linksachter woonde de kuiper.

In de late middeleeuwen werd het Krewerdermaar gegraven, waardoor het dorp een vaarverbinding kreeg met het Damsterdiep via de Groote Heekt. In het dorp werd een haventje aangelegd voor de beurtschippers die op Appingedam, Delfzijl en Groningen voeren en voor binnenvaartschippers, die turf en kunstmest naar Krewerd vervoerden en landbouwproducten vanuit Krewerd naar de markt. Begin 20e eeuw was er net als in de meeste dorpen wel veel bedrijvigheid te vinden, zoals een bakker, kapper, klompenmaker, een tweetal kruidenierswinkels, een schoenmaker, smid, timmerman, wagenmaker en een herberg (café) met 'jachtweide' (gelagkamer voor grote feesten). Krewerd bleef echter altijd een klein geïsoleerd agrarisch dorp met een vrijgevochten dorpsgemeenschap. Door dit laatste verwierven ze onder buitenstaanders na de Tweede Wereldoorlog de scheldnaam 'ruigpoten'.
Echter, net als in veel andere agrarische gemeenschappen zorgde de landbouwmechanisatie er in de jaren 1960 voor dat de landbouw steeds minder werk bood, wat vele mensen weg deed trekken naar onder andere Delfzijl, waar ze werk vonden in de fabrieken. De bedrijvigheid verdween mede daardoor. Voor de vertrekkende inwoners kwamen mensen van buiten in de plaats, met name forenzen die buiten de landbouw en dus buiten het dorp werkzaam waren. De integratie van deze nieuwkomens ging echter niet altijd even goed in de gesloten dorpsgemeenschap van Krewerd. Twee kunstenaars die zich niet aanpasten aan de in het dorp heersende tradities en 'geldende dorpswetten' ondervonden dit aan den lijve: Zij werden geterroriseerd door groep dorpsbewoners die vonden dat ze zich aan moesten passen. In de oudjaarsnacht van 1982 werden alle glazen van hun huis ingegooid, de deuren ingetrapt en het interieur beschadigd. De politie sprak van een 'volksgericht' en adviseerde de betrokken kunstenaars zich toch maar aan te passen; geen 'hoge hakken' of 'fluwelen bloesje' meer. De burgemeester van Bierum beschouwde het echter een uit de hand gelopen dorpsrel van enkelingen. De import van buiten kon niet voorkomen dat het inwoneraantal van het dorp gestaag daalde. In 1985 werd daarop ook de school gesloten wegens een tekort aan leerlingen. Tegenwoordig zijn de meeste inwoners van het dorp afkomstig van buitenaf. Tussen 2007 en 2008 kreeg het dorp een opknapbeurt onder leiding van Stichting Dorpsbelangen Krewerd en Stichting Landschapsbeheer Groningen. Een jaar eerder werd een boothelling in gebruik genomen zodat het haventje van het dorp beter ontsloten werd voor pleziervaartuigen en daarmee ook voor het toerisme. Het dorp heeft tegenwoordig de status van beschermd dorpsgezicht en het beleid is erop gericht de huidige situatie te conserveren.

## Bevolkingsontwikkeling
| Demografische ontwikkeling tussen 1811 en 2018                      |
| ------------------------------------------------------------------- |
|                                                                     |
| ■ Data afkomstig van volkstellingen.nl ■ Data afkomstig van het CBS |

## Gebouwen

### Kerk, pastorie en kosterij
De romanogotische Mariakerk van Krewerd werd gebouwd rond 1280, volgens de kroniek van Bloemhof door toedoen van de edele weduwe Tyadeke. De kerk heeft sindsdien verschillende verbouwingen ondergaan, maar heeft toch grotendeels haar middeleeuwse uitstraling behouden. De aangebouwde kerktoren dateert uit de 15e eeuw, maar werd sterk gewijzigd in 1782. Het kerkje bestaat uit drie traveeën en bevat het enige gemetselde doksaal van Nederland en het oudste bespeelbare kerkorgel (1531) van Groningen (tevens het op een na oudste pijporgel van Nederland), dat bekend is vanwege de middentoonstemming, waardoor het oorspronkelijke geluid behouden is. Verder bevinden zich onder andere een preekstoel en een herenbank van rond 1660 en een zestal 17e-eeuwse grafzerken van predikanten in de kerk. In de jaren 1960 werd de kerkgemeente opgeheven en werd gesproken over afbraak van kerk en toren, maar uiteindelijk werd gekozen voor een restauratie, die in de jaren 1970 plaatsvond. Het kerkje is sinds 1983 eigendom van de Stichting Oude Groninger Kerken. Rondom de kerk ligt een verhoogd kerkhof.
De oude pastorie (weem) die bij de kerk behoorde werd afgebroken in 1911, nadat rond 1905 aan de Pastorieweg een nieuwe pastorie werd gebouwd die tegenwoordig een woonhuis is. Rondom de tuin bevindt zich een grotere tuin.
Tegenover de kerk staat eveneens aan de Pastorieweg de vroegere kosterij, die volgens de jaartalankers werd gebouwd in 1764 en is sterk verbouwd in de 19e eeuw. Tegenwoordig vormt het een rijksmonument. In de achtergevel bevinden zich oude kloostermoppen.

### School
Krewerd heeft lange tijd een openbare lagere school gehad. In 1813 werd de school opgericht door koster W.S. Meyer in een deel van de kosterij. In 1863 werd aan rechterzijde van de oude kosterij een aparte school gebouwd, die in 1883 werd uitgebreid. In 1927 werd een nieuwe school gebouwd aan de weg naar Holwierde. Het aantal kinderen bleef echter altijd klein, zodat ouders van kinderen in omliggende dorpen soms ook werd gevraagd om hun kinderen er naar school te laten gaan om zo de school in stand te kunnen houden. In 1985, het jaar dat het basisonderwijs werd ingesteld in Nederland, was het aantal kinderen gedaald tot 8. Daarop werd besloten om de school te sluiten.

### Overige gebouwen
Ten zuiden van de wierde staat de boerderij Bonnemaheerd. De gracht is enige wat resteert van de oude edele heerd uit de 15e eeuw. Bij de bouw van de huidige Oldambtster boerderij in 1864 werd het perceel waarschijnlijk verlaagd. De huidige boerderij is vele malen verbouwd zodat de boerderij nooit de status van rijksmonument heeft gekregen. In 2010 werd de boerderij in monumentale stijl gerestaureerd. Direct ten noorden van de kerk stond vroeger de edele heerd Steenhuisterheerd. In de huidige boerderij bevinden zich nog stukken van de muren daarvan.
Aan de Holwierderweg staat het in 1961 gebouwde dorpshuis 'Kredo'.
Aan oostzijde van de Godlinzermaar, ten noordwesten van Arwerd stond van 1856 tot 1919 een steenfabriek waar bakstenen en drainagebuizen werden gemaakt. De fabriek was eerst in handen van de familie Doornbos en vervolgens vanaf 1887 eigendom van de familie Heeres. Er werden arbeiders uit Lippe ingehuurd voor het werk. Vanaf 1895 werkte de fabriek op stoom. Na de sluiting zijn alle gebouwen gesloopt en werd ter plekke een weg over de Godlinzermaar gelegd naar Leermens, die later in de 20e eeuw weer verwijderd is. De plek van de fabriek werd daarop onderdeel van een landbouwperceel en is daardoor niet meer te herkennen in het landschap.